# Белая кабуча
Белая кабуча (лат. Diapterus auratus) — вид лучепёрых рыб семейства мохарровых (Gerreidae). Максимальная длина тела 34 см. Распространены в западной части Атлантического океана.

## Описание
Тело ромбовидной формы, умеренно высокое, сжато с боков. Высота тела укладывается 1,7—2,4 раза в стандартную длину тела. Тело и голова покрыты крупной чешуёй, которая имеет грубую текстуру, создаваемую мелкими зубцами на чешуе. Нижний профиль головы вогнутый. Окончание верхней челюсти доходит до вертикали, проходящей через передний край глаза. Рот сильно выдвижной, в выдвинутом состоянии направлен вниз. Челюсти кажутся беззубыми, однако они снабжены крошечными, похожими на щетку зубами. Глоточные зубы заострённые. Край предкрышки зазубренный. Слёзная кость гладкая. На нижней части первой жаберной дуги 12—15 (обычно 12—13) жаберных тычинок. В спинном плавнике 9 колючих и 10 мягких лучей. Второй колючий луч длиннее расстояния между окончанием рыла и задним краем глаза. Колючая и мягкая части спинного плавника разделены глубокой выемкой; колючая часть заметно выше мягкой. В анальном плавнике 3 колючих и 8 мягких лучей, а у особей длиной менее 50 мм два колючих и 9 мягких лучей. Грудные плавники длинные, их окончания достигают начала анального плавника. Хвостовой плавник сильно выемчатый.
Тело серебристое, несколько более тёмное сверху, у особей длиной менее 15 см по бокам тела часто проходят три тёмные узкие вертикальные полоски. Анальный и брюшные плавники желтоватые. Остальные плавники полупрозрачные или темноватые.
Максимальная длина тела 34 см, обычно до 20 см. Масса тела — до 680 г.

## Биология
Морские придонные рыбы. Обитают в мелководных прибрежных участках над песчаными грунтами, в заросших водной растительностью заливах и лагунах, на глубине от одного до 10 м. Часто встречаются в устьях прибрежных водотоков в воде с пониженной солёностью. Взрослые особи и молодь заходят в пресноводные водотоки. Питаются донными беспозвоночными, также в желудках обнаружены детрит, водоросли и цианобактерии.

## Ареал
Распространены в западной части Атлантического океана от востока Флориды (Indian River Lagoon) до Баия (Бразилия), включая Большие Антильские острова, Карибское море и Мексиканский залив. В Мексиканском заливе встречаются вдоль побережья Центральной Америки, не обнаружены в восточной и северной частях залива.